# Сольветка
Сольветка (каз. Сольветка) — село в Павлодарской области Казахстана. Находится в подчинении городской администрации Аксу. Входит в состав Евгеньевского сельского округа. Код КАТО — 551645300.

## Население
В 1999 году население села составляло 452 человека (215 мужчин и 237 женщин). По данным переписи 2009 года, в селе проживало 209 человек (106 мужчин и 103 женщины).